# Dead Flowers, Bottles, Bluegrass, and Bones
Dead Flowers, Bottles, Bluegrass, and Bones è il settimo album della punk band statunitense $wingin' Utter$ pubblicato per la Fat Wreck Chords nel 2003.

## Tracce
1. No Pariah
2. Glad
3. Hopeless Vows
4. Dead Flowers, Bottles, Bluegrass, and Bones
5. All That I Can Give
6. Sign in a Window
7. Don't Ask Why
8. Lampshade
9. Letters to Yourself
10. Heaven at Seventeen
11. Leaves of Fate
12. If You Want Me To
13. Elation
14. Poor Me
15. My Closed Mind
16. Looking for Something to Follow
17. Shadows and Lies

## Formazione

### Gruppo
- Johnny Bonnel - voce
- Greg McEntee - batteria
- Spike Slawson - basso
- Darius Koski - chitarra, voce